# 北条宗宣
北条 宗宣（ほうじょう むねのぶ）は、鎌倉時代後期の北条氏の一門。大仏 宗宣（おさらぎ むねのぶ）とも称される。鎌倉幕府第11代執権（在職：応長元年10月3日（1311年11月13日） - 正和元年5月29日（1312年7月4日））。

## 生涯
北条宣時（大仏宣時）の子。大仏家の総領として、弟や子らと共に、幕府の要職を歴任した。元服時に得宗家当主の北条時宗より一字を賜り、宗宣と名乗る。
弘安9年（1286年）に引付衆、永仁元年（1293年）に越訴頭人となり、さらに引付から改編された執奏の一員に選ばれる。永仁3年（1295年）に執奏が廃止され引付が復活するとそこから外れるが、永仁4年（1296年）に四番引付頭人となり、さらに寄合衆ともなる。永仁5年（1297年）から六波羅探題南方に就任し、乾元元年（1302年）まで在京。
連署の北条時村が討たれた嘉元3年（1305年）の嘉元の乱においては、得宗の北条貞時（第9代執権（前執権）、時宗の子）の命令で得宗家執事（内執権）の北条宗方を討った。同年7月22日、その戦功により連署となる。応長元年（1311年）9月22日に執権北条師時が死去したことにより、10月3日に連署から昇格して第11代執権に就任した。10月26日には貞時が死去し、幼少の高時が得宗を継ぐ。しかし幕政の実権は貞時から高時の後見を託された内管領の長崎円喜や得宗外戚の安達時顕に握られ、宗宣は政治を見ることができなかった。正和元年（1312年）5月29日に連署の北条煕時に執権職を譲り出家し、6月12日に死去。享年54。
『新後撰和歌集』『玉葉和歌集』『続後千載和歌集』などに23首の歌が収録されている。

## 異説
細川重男は嘉元の乱の背景に宗宣の蠢動があったことを指摘し、宗宣は貞時に反抗的であったという論陣を展開している。この理由に関しては大仏家の始祖は第3代執権である北条泰時の叔父に当たる北条時房にまで遡り、時房は泰時を補佐する連署として幕政に重きを成したが、その後は時頼・時宗・貞時と得宗家3代にわたって幕政で軽んじられた存在に甘んじていたので、嘉元の乱を契機として大仏流の巻き返しを目論んで貞時と対立したとしている。
それに対して鈴木宏美が反証しており、時房の子・朝直は泰時の娘を妻としたことで北条一族のなかで重んじられていたとする。
一方で、伊賀氏事件後、朝直は泰時の娘を新たな妻に迎えるよう父母から度々勧められ、愛妻（前妻の伊賀光宗の娘）との離縁を余儀なくされているようであり（朝直が当初、父母の意向に反対していたことが史料にみられる）、朝直以降の大仏流北条氏の当主も、代々幕府政治の要職に就くことはできたものの、将軍を烏帽子親として一字を与えられる得宗家と赤橋流北条氏の当主に対して、家格的にはそれよりも一段低い、得宗家を烏帽子親とする家と位置づけられていたことが指摘されている。宗宣の後も貞宗（のち維貞）―高宣と同じく得宗の偏諱を受けていることから、要職には就ける代わりに得宗への臣従を余儀なくされていた可能性があり、内管領・平頼綱を排除した（平禅門の乱）後、貞時が得宗家への権力集中を目指した政治を行ったことに宗宣が反感を抱いていた可能性も否定はできないとする説もある。

## 経歴
※ 日付＝旧暦
- 1282年（弘安5年）2月28日、雅樂允に任官。　3月13日、式部少丞に転任。8月6日、従五位下叙位。式部少丞如元。
- 1286年（弘安9年）6月、幕府の引付衆就任。
- 1287年（弘安10年）10月、評定衆に異動。
- 1288年（正応元年）10月7日、上野介に転任。
- 1293年（永仁元年）5月20日、越訴頭人を兼帯。7月、小侍奉行に兼帯。10月20日。執奏の一員に選定。
- 1294年（永仁2年）8月3日、従五位上に昇叙。上野介如元。　10月24日、執奏辞職。
- 1296年（永仁4）1月12日、四番引付頭人と就る。10月、寄合衆・京下奉行兼帯。
- 1297年（永仁5年）3月6日、越訴頭人を辞職。　7月10日、六波羅探題南方に異動。
- 1300年（正安2年）10月1日、正五位下に昇叙。上野介如元。
- 1301年（正安3年）9月27日、出家した父宣時の後任として、陸奥守に転任。
- 1302年（乾元元）1月17日、六波羅探題退任。2月18日、一番引付頭人に就任。　8月、官途奉行兼帯。
- 1303年（嘉元元年）8月27日、越訴奉行兼帯
- 1305年（嘉元3年）7月22日、連署に異動。
- 1308年（延慶元年）7月19日、従四位下に昇叙。陸奥守如元。
- 1311年（応長元）10月3日、執権就任。
- 1312年（正和元）5月29日、執権退任。出家。6月12日、卒去。